# Haptische waarneming
Haptische waarneming (afkomstig van het Griekse "haptesthai" = aanraken, in het Nederlands tastzin) is een zintuigelijke waarneming door receptoren voor aanraking.
Haptische waarneming is ook een technologie die middels beweging, vibratie of door het uitoefenen van krachten communiceert met een gebruiker. Meestal wordt gebruikgemaakt van een trilelement, een elektronische component die een trilling op kan wekken. haptische terugkoppeling (Eng.: haptic feedback of force feedback), zoals het ook vaak wordt aangeduid, is een techniek die op veel gebieden kan worden toegepast. Zo is de techniek ook door fabrikanten van mobiele telefoons en tabletcomputers opgepakt. Een bekende toepassing van haptische waarneming als technologie is een racestuur dat trilt. Mensen met een visuele beperking kunnen eveneens veel hebben aan deze vorm van machine-menscommunicatie.

## Haptische technologie

### Computerspel
Enkele spelbesturingsapparaten zijn tegenwoordig uitgerust met haptische terugkoppeling. Een van de eenvoudigste vormen is de Rumble Pak van Nintendo die vibreert op aangeven van de software. Ook een racestuur is inmiddels hiermee uitgerust om de suggestie van "autorijden" op te roepen bij een autoracesimulatie.

### Mobiele telefonie
Deze technologie wordt toegepast door leveranciers van mobiele telefoons, vooral bij mobiele telefoons die zijn uitgerust met een aanraakscherm (touchscreen) dat het toetsenbord vervangt. Deze ontwikkeling is het gevolg van een tekortkoming van zo'n scherm; er volgt geen feedback aan de gebruiker wanneer deze een opdracht geeft. Dit zou opgelost kunnen worden door een geluidssignaal te geven, maar in een drukke omgeving is dit moeilijk of onmogelijk te horen.
Veel mobiele telefoons zijn uitgerust met deze techniek. De Apple iPhone, Google Nexus One, Nokia N97, Samsung P520 Armani en de Motorola ROKR E8 zijn enkele voorbeelden van mobiele telefoons die Haptic feedback bieden.